# 161278 Cesarmendoza
161278 Cesarmendoza è un asteroide della fascia principale. Scoperto nel 2003, presenta un'orbita caratterizzata da un semiasse maggiore pari a 2,5364103 UA e da un'eccentricità di 0,1400381, inclinata di 27,29378° rispetto all'eclittica.
L'asteroide è dedicato all'astrofisico venezuelano Cesar Mendoza.